# Altmannstein
Altmannstein er en købstad (Markt) Landkreis Eichstätt i Regierungsbezirk Oberbayern i den tyske delstat Bayern. Altmannstein ligger i Schambachtal i Naturpark Altmühltal.

## Geografi
Kommunen ligger i de sydøstlige udløbere af Fränkische Alb mellem Altmühl i nord og Donau i syd.

### Inddeling
Altmannstein består af følgende bydele, landsbyer og bebyggelser:
| - Altmannstein (1.436) - Berghausen (104) - Hagenhill (407) - Schwabstetten (102) | - Hexenagger (431) - Laimerstadt, Ried (328) - Mendorf, Biber (510) - Neuenhinzenhausen (485) - Sollern (88) - Pondorf, Neuses (521) - Sandersdorf (732) | - Schafshill (103) - Thannhausen (54) - Schamhaupten (370) - Steinsdorf (573) - Tettenwang (436) - Winden, Breitenhill, Megmannsdorf (308) |

## Historie
Kommunen har sit navn efter Altmann II. von Abensberg og den i 1232 opførte Burg Altmannstein, der nu ligger som en ruin.